# Huang Yong
Huang Yong (黄勇S, Huáng YǒngP; Changchun, 26 maggio 1978) è un ex calciatore cinese, di ruolo centrocampista.